# كأس الاتحاد الآسيوي 2007
2007 كأس الاتحاد الآسيوي هو موسم من كأس الاتحاد الآسيوي. أشرف على تنظيمه الاتحاد الآسيوي لكرة القدم، وفاز فيه نادي شباب الأردن.